# Большеземельская тундра

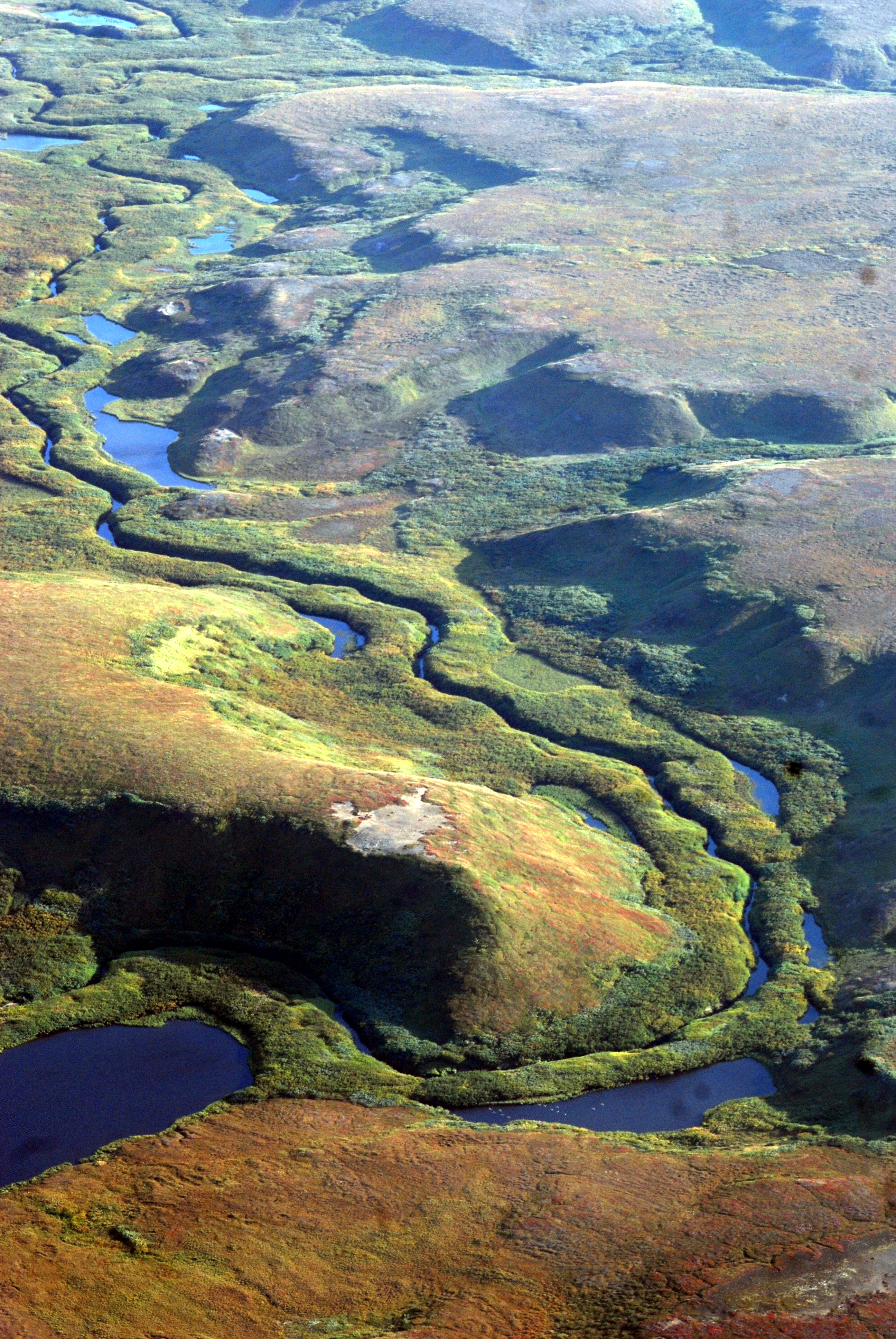
Тундра недалеко от Нарьян-Мара

Большеземе́льская ту́ндра — холмистая моренная равнина, расположенная в Российской Федерации на землях, относящихся к Ненецкому АО и Республике Коми. Территория ограничена реками Печорой и Усой (с запада и юга), а также Полярным Уралом и Пай-Хоем с востока.

## Природные характеристики

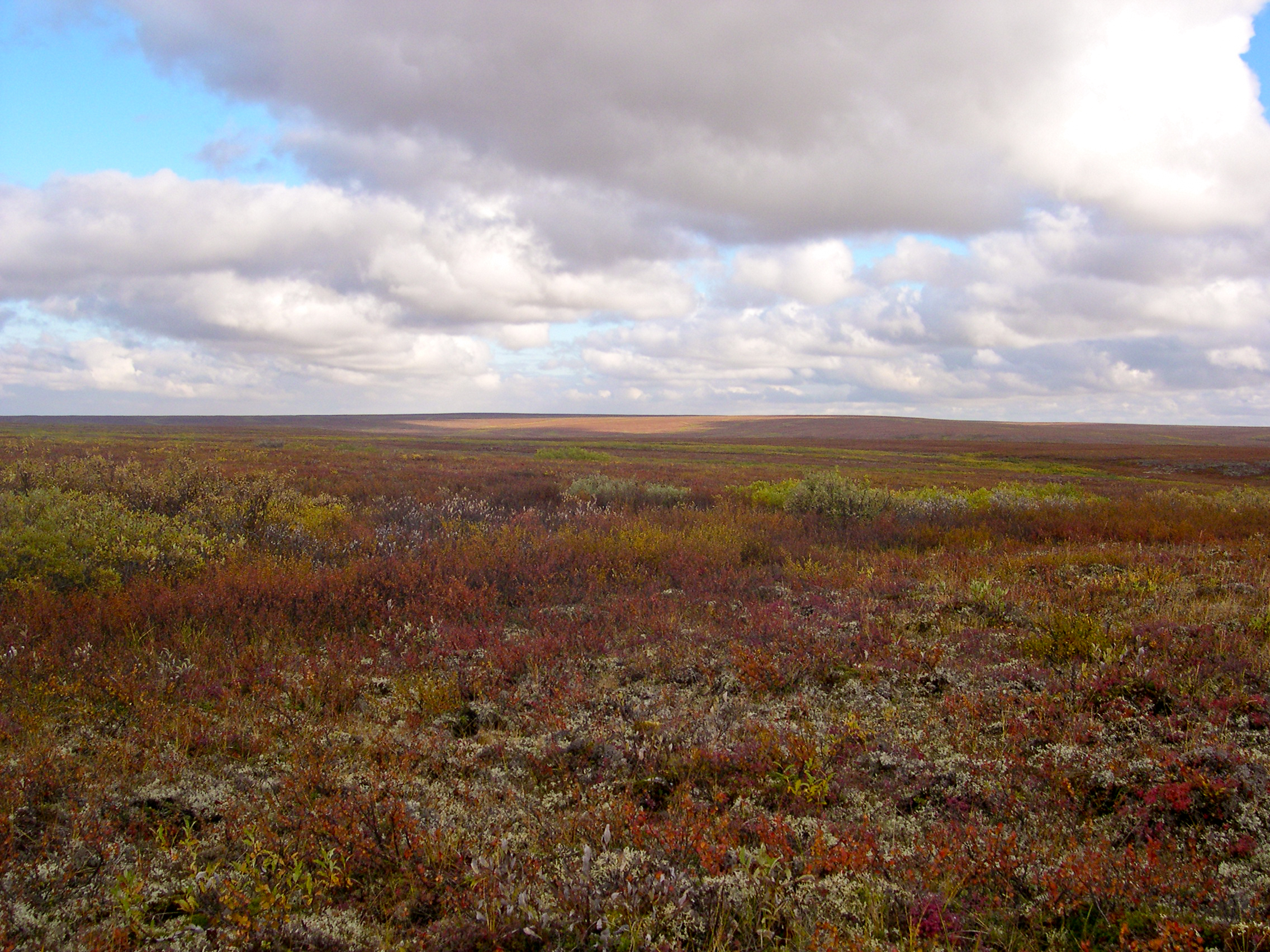
Большеземельская тундра в районе Воркуты осенью

### Рельеф
Наибольшая высота на равнине достигает 250 м, однако, в основном, преобладают высоты 100—150 м. Для рельефа наиболее характерно наличие холмов и моренных гряд, так называемых «мусюров» (что отражено и в местных названиях: Янеймусюр, Вангуреймусюр и др.). Эти гряды состоят из песков и валунных суглинков.
Через равнину проходят две возвышенности: от Хайпудырской губы до устья реки Цильмы — Земляной хребет, а в восточной части равнины — гряда Чернышёва, состоящая, в основном, из палеозойских отложений.

### Почва
Основная часть Большеземельской тундры приходится на многолетнюю мерзлоту. Также представлены торфяно-болотный и иловато-болотный тип почв, а на юге — слабоподзолисто-глеевые почвы.

### Климат
Климат на данной территории субарктический, зима длинная (8 месяцев — с октября по май) и холодная (в январе на юго-востоке равнины средняя температура составляет −16 °C, а на северо-западе −20 °C), а лето непродолжительное (июль-август) и прохладное (в июле средняя температура колеблется от 8 до 12 °C) иногда с заморозками. Размер годовых осадков составляет от 450 мм на юге до 250 мм на севере.

### Реки и озёра

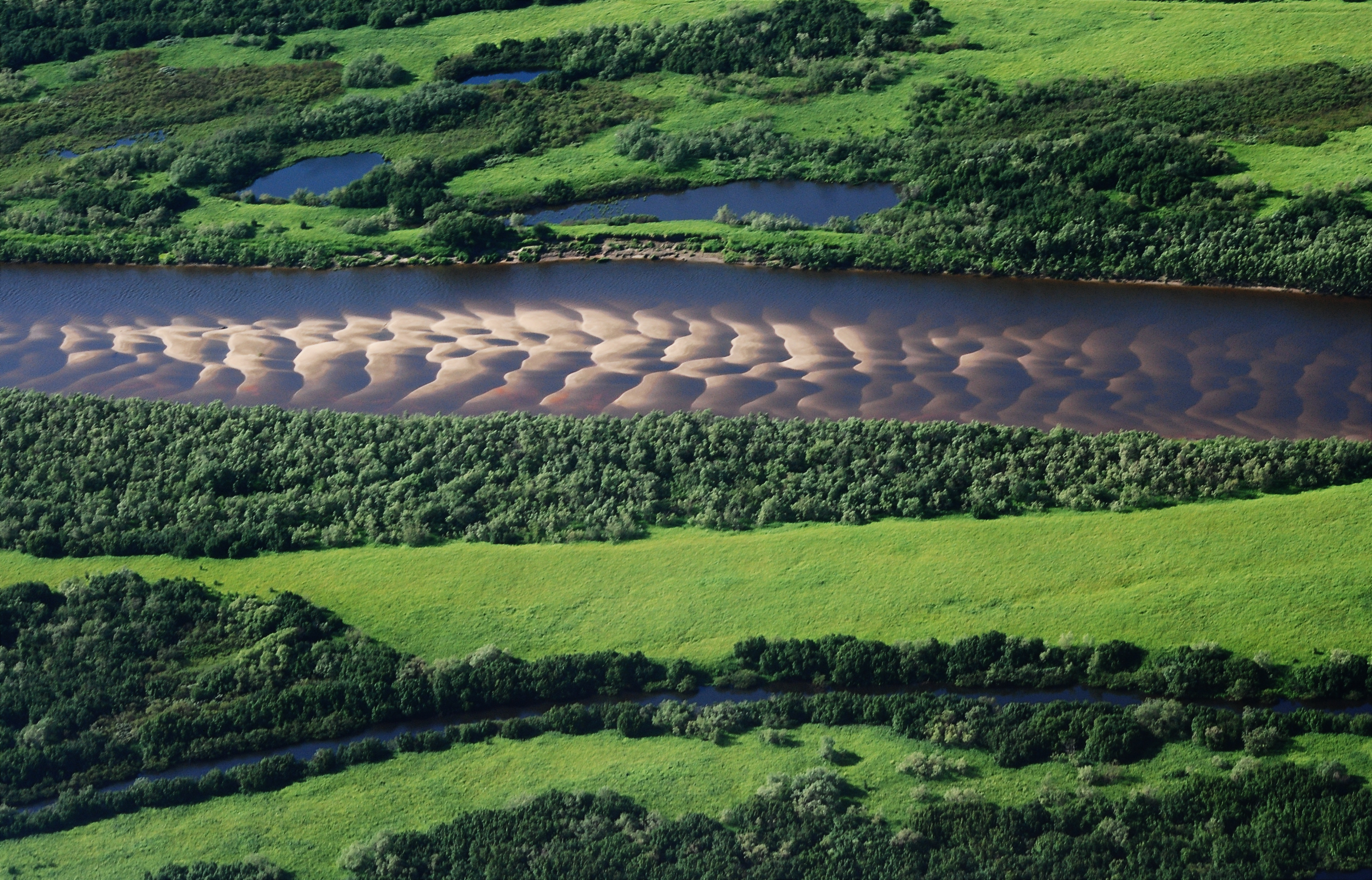
Большеземельская тундра — река Печора

Через равнину протекает большое количество рек, являющихся в основном притоками Печоры и Усы. В верховьях наиболее крупных рек, таких как Шапкина, Колва и Адзьва, расположено много озёр (например, Вашуткины и Шапкинские озёра).

### Флора
Основная растительность на территории равнины — это мохово-кустарничковая и кустарниковая, переходящая на юге в лесотундру, образованную елями и берёзами. Южнее Полярного круга преобладает хвойная тайга.

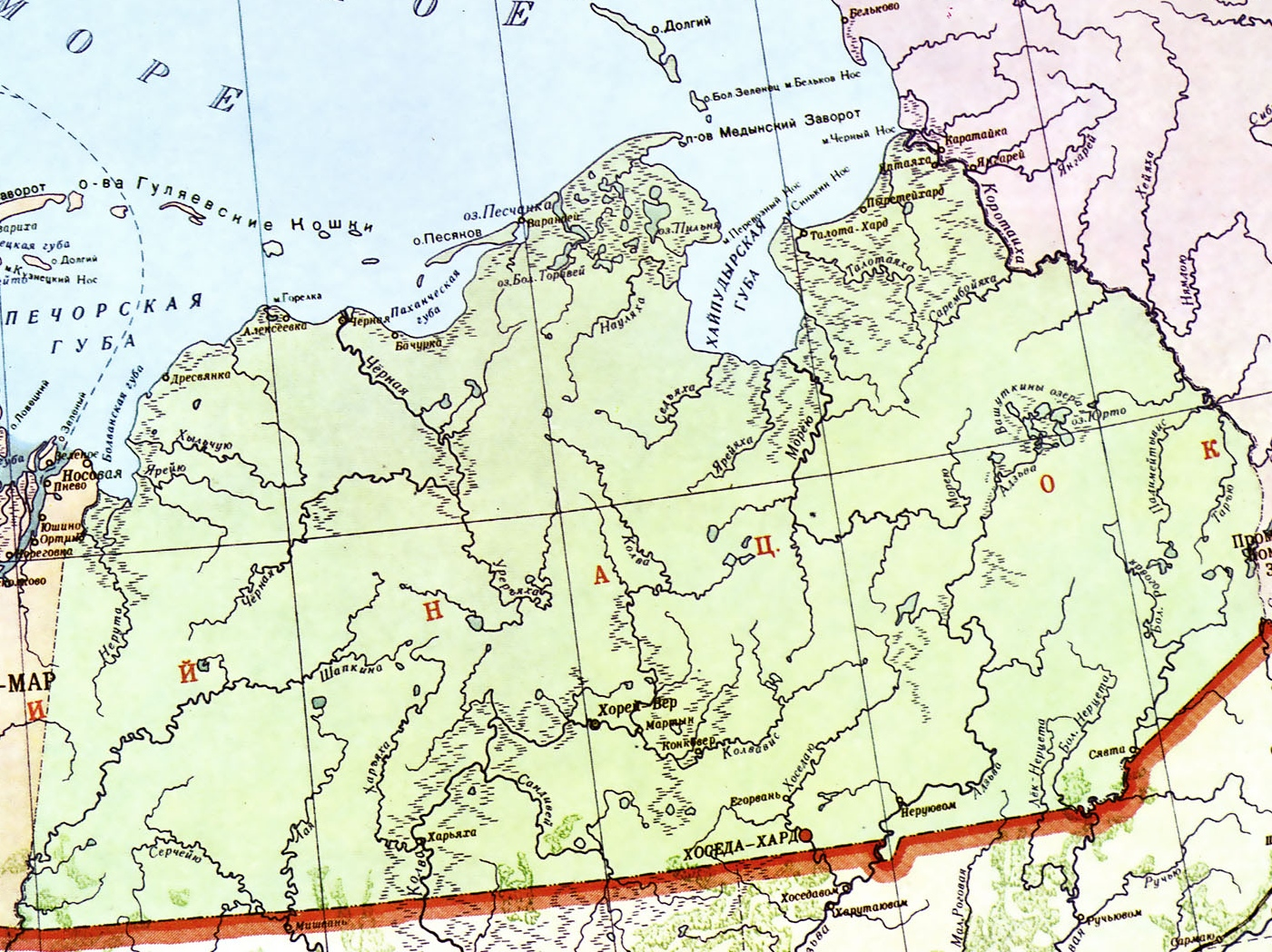
Карта Большеземельского района 1957 год

## История исследования
В начале XX века карта региона изобиловала белыми пятнами. Так, до устья реки Шапкиной первые исследователи (группа А. Григорьева) добрались только в 1921 году, а вверх по реке смогли продвинуться ещё позже.

## Экономика региона
Основными видами деятельности местного населения является оленеводство и промысловая охота. На территории Большеземельской тундры расположена часть Печорского угольного бассейна. Кроме того, имеются значительные запасы нефти и газа (по некоторым оценкам до 2/3 общих запасов Тимано-Печорской нефтегазоносной провинции).